# Émile Taranto
Émile Taranto (* 1878 in Montreal; † 27. August 1936 in Montreal) war ein kanadischer Geiger, Musikpädagoge und Komponist.

## Leben
Der Sohn italienischer Einwanderer begann seine Violinausbildung bei Frantz Jehin-Prume. 1894 wurde er Mitglied des von Guillaume Couture geleiteten Orchestre symphonique de Montréal. 1903 reiste er nach Brüssel und vervollkommnete seine Ausbildung bei Eugène Ysaÿe. Nach seiner Rückkehr nach Kanada spielte er 1904 Max Bruchs Erstes Violinkonzert mit dem inzwischen von Joseph-Jean Goulet geleiteten Orchestre symphonique de Montréal, dem er darauf bis 1907 als Konzertmeister angehörte. Im gleichen Jahr gründete er das Mendelssohn Trio. Auftritte hatte er auch mit dem Beethoven Trio, das er 1907 und 1914 bei Europatourneen begleitete. 1930 spielte er mit dem Komponisten am Klavier Émiliano Renauds Sonata und Romance on the G String. 
Neben seiner Tätigkeit als Konzertgeiger widmete sich Taranto der Lehrtätigkeit. Unter anderem studierten Jean Deslauriers, Marthe Lapointe, Annette Lasalle-Leduc und Lucien Sicotte bei ihm. Er komponierte einige Violinwerke, darunter Danse caprice und Mouche à feu.